# Xaver Jakub Ticin

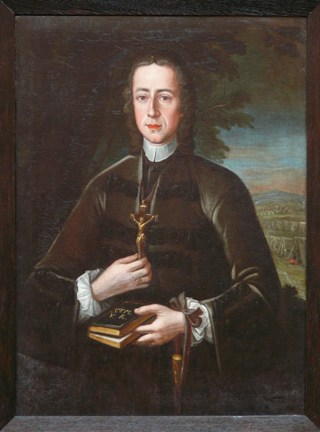
Ticinus auf einem zeitgenössischen Gemälde

Xaver Jakub Ticin SJ (lat. auch Xaverius Jacobus Ticinus; * 1. August 1656 in Wittichenau; † 17. April 1693 nahe Belgrad) war ein sorbischer Jesuit und Sprachwissenschaftler. Er verfasste als erster nach wissenschaftlichen Grundsätzen eine Sprachlehre zum Erlernen des Sorbischen.
Nach der ersten Ausbildung an der Schule des Bautzener Domstifts ging Ticin nach Böhmen, trat dem Jesuitenorden bei und studierte an der Prager Universität. Neben seinen Aufgaben als Priester befasste er sich mit wissenschaftlichen Studien zu den slawischen Sprachen. Als Grundlage für seine Arbeit über das Sorbische benutzte er den ihm vertrauten Dialekt aus der Umgebung von Wittichenau.
In seiner Heimat förderte er die Wallfahrt zum Gnadenbild von Rosenthal und verfasste einen Bericht über die mit der dortigen Marienstatue verbundenen Legenden und Bräuche. Diese Wallfahrten waren im Zeitalter der Konfessionalisierung ein wichtiger Anker katholischer und sorbischer Identität in der überwiegend protestantischen Oberlausitz.
Ticin erlag während des Türkenkriegs, an dem er als Feldkaplan in der Armee des Prinzen Eugen teilnahm, vor Belgrad einer Krankheit.
1994 wurde in Ticins Geburtsstadt Wittichenau ein Platz nach ihm benannt.

## Werk
- Principia linguae wendicae quam aliqui wandalicam vocant. Prag 1679 (Digitalisat in der Google-Buchsuche. Als Reprint neu hrsg. von Frido Michałk, Bautzen 1985).
- Epitome Historiae Rosenthalensis, sive Compendiaria Narratio de Origine, ac Cultu pervetustae BV Mariae Statuae, in Pago Rosenthal Lusatiae superioris. Prag 1692 (Digitalisat in der Google-Buchsuche).